# 貝內迪克特 (斯洛文尼亞)
貝內迪克特（發音：[bɛnɛˈdiːkt]），是斯洛維尼亞東北部贝内迪克特市镇内的聚居地及其行政中心。在1998年以前，它是莱纳尔特市镇的一部分。它座落於斯洛文尼亚戈里采丘陵地带。當地是下施蒂里亞傳統地區的一部分，目前包含在波德拉夫統計區中。

## 地名
斯洛維尼亞語地名原為「Sveti Benedikt v Slovenskih Goricah」（意即「斯洛維尼亞山中的聖本篤」），1952年改為「Benedikt v Slovenskih Goricah」（意即「斯洛維尼亞山中的本篤」）。當時係根據1948年的《定居點名稱和廣場、街道和建築物名稱法》更改地名，那是戰後斯洛維尼亞共產主義政府努力從地名中刪除宗教元素的一部分。2003年，地名簡化為「Benedikt」。